# ریگان ریس
ریگان ریس (انگلیسی: Regan Reese؛ زاده ۲۳ اکتبر ۱۹۸۴) بازیگر پورنوگرافی بازنشسته اهل ایالات متحده آمریکا است.